# Organizzazione mondiale della sanità animale
L'Organizzazione mondiale della sanità animale è l'organizzazione intergovernativa responsabile del miglioramento della salute degli animali in tutto il mondo, ha sede a Parigi, Francia.
È stata istituita il 25 gennaio 1924, a seguito di un accordo internazionale, come International Office of Epizootics, e fino al 2022 conservava l'acronimo originale OIE, sostituito con WOAH.
È riconosciuta come organizzazione di riferimento dall'Organizzazione mondiale del commercio (WTO) e mantiene relazioni permanenti con 35 altre organizzazioni internazionali e regionali, nel 2016 ha in totale 180 paesi membri.

## Storia
Nel 1920, in Belgio, si verificò un contagio di peste bovina proveniente da zebù importati dall'India e destinati al Brasile. 
La preoccupazione per la diffusione della malattia portò a una conferenza internazionale a Parigi nel marzo 1921 e alla firma di un accordo tra 28 paesi, il 25 gennaio 1924, con il quale l'organizzazione fu fondata, con il nome di Office international des Épizooties,
Ancorché creata indipendentemente, il WOAH ha stabilito fin dall'inizio, con la Società delle Nazioni, una cooperazione stretta e continua.
Dopo la seconda guerra mondiale l'ONU ha creato la FAO nel 1946 e l'Organizzazione mondiale della sanità (OMS) nel 1948, le cui competenze si sovrappongono in larga misura a quelle del WOAH,  che di conseguenza arrivò quasi a scomparire. 
In seguito, furono sottoscritti accordi ufficiali con la FAO nel 1952 e con l'OMS nel 1960.